# Odone Gambara

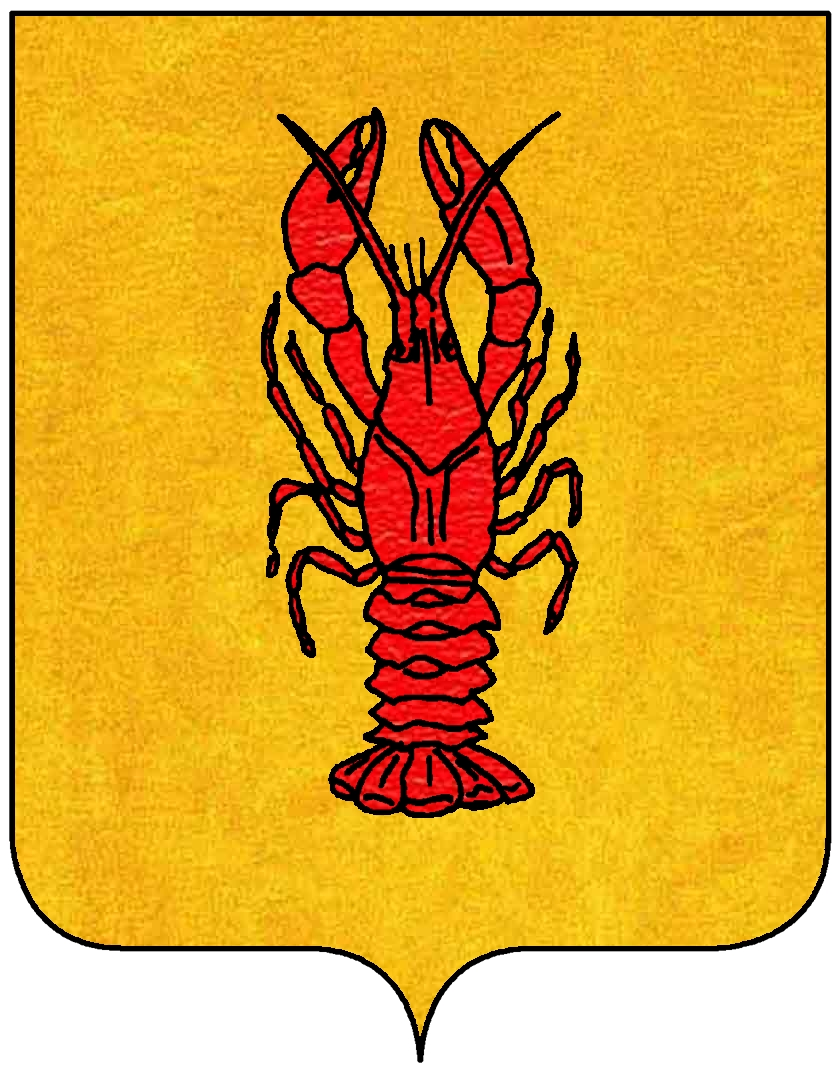
Stemma della famiglia Gambara

Odone Gambara (... – XI secolo) è stato un abate italiano.

## Biografia
Figlio di Corrado della nobile famiglia Gambara, fu abate regolare dell'abbazia di Leno. Venne insignito dal 1019 di molti privilegi da papa Benedetto VIII e dall'imperatore Enrico II. Corrado II il Salico concesse a Odone nel 1026 Peschiera, mentre la consorte Gisella gli ridiede il castello di Milzano, usurpato da Everardo di Rodengo.
Secondo alcuni storici Odone andò in soccorso con duemila uomini in armi dell'arcivescovo di Milano Arnolfo contro il re d'Italia Arduino d'Ivrea e i cremonesi. Due secoli dopo la sua morte, Odone venne rinvenuto nella sua tomba avvolto in un manto d'oro e affiancato da armi in argento.